# اولکساندر اونیشچنکو
اولکساندر اونیشچنکو (اوکراینی: Олександр Романович Онищенко؛ زادهٔ ۳۱ مارس ۱۹۶۹) سیاستمدار، ورزشکار پرش با اسب اهل اوکراین است.

## حرفه
وی همچنین یکی از سوارکاران در المپیک تابستانی ۲۰۰۸ و ۲۰۱۲ بوده‌است.